# Josef Holub (malíř)
Josef Holub (13. listopadu 1870 Slaný – 22. srpna 1957 Kvasiny) byl český malíř – krajinář a fotograf, žák Julia Mařáka a čestný občan města Kralup nad Vltavou.

## Život
Josef Holub se narodil ve Slaném 15. listopadu 1870. Rané mládí prožil v Zákolanech a základní školu absolvoval v obci Kováry. Od roku 1881 studoval na gymnáziu ve Slaném. Studium však z finančních důvodů nedokončil a vyučil se v Mělníku malířem pokojů u firmy Havlín. Ve školních letech 1889/90 (od 2. pololetí)–1893/94 studoval malířskou Akademii v Praze u prof. Julia Mařáka. Přijat byl i díky náhodnému setkání s hercem Jindřichem Mošnou, který upozornil J. Mařáka na jeho výjimečný talent. V roce 1894 se účastnil prvního letního plenéru Mařákovců na Okoři. Na závěr studia mu byl udělen „čestný rok“ a krajinářský ateliér navštěvoval až do roku 1895. Během studia na Akademii obdržel Purmanovo a v roce 1896 Hlávkovo stipendium (oceněn obraz Na hrázi), za které se vydal na studijní cestu do Dalmácie a Černé Hory. Studoval rovněž v německých a rakouských galeriích. Po návratu ze studijních cest se v roce 1897 natrvalo usazuje v Kralupech nad Vltavou. V roce 1898 si Holub otevřel fotografický ateliér a věnoval se profesionálně praxi fotografa. V roce 1899 se oženil s Boženou Jirasovou z Libčic, se kterou měl čtyři dcery (Antonie, Běla, Eva a Hana). Z existenčních důvodů krom jiného vyučoval hře na housle a pracoval jako písař u okresního soudu a berního úřadu. Po roce 1918 se Josef Holub plně věnoval malířské tvorbě. Finančně mu pomohly nákupy obrazů ze strany Ministerstva školství. Náměty čerpal z Dolního Povltaví a Podřipska. Podílel se na založení Krajinského muzea v Kralupech n. Vltavou. V roce 1930 byl jmenován čestným občanem Kralup. Obrazy velkých formátů od něj postupně nakupují Česká spořitelna, pobočky v Kralupech nad Vltavou a v Roudnici na Vltavou (např. Povltaví-Nelahozeves, Chvatěruby, Hazmburk a Říp), a Městský úřad ve Velvarech (Chržín). V letech 1944–1945 žil krátce s manželkou u své dcery Evy v Poděbradech. V roce 1952 se Holub po smrti manželky odstěhoval ke své dceři Evě do Kvasin, kde 22. srpna 1957 zemřel. Pohřben je na hřbitově v Kralupech na Vltavou. Po malíři Holubovi je v Kralupech pojmenována severní část pravobřežního nábřeží řeky Vltavy.
Byl členem Spolku výtvarných umělců Mánes v letech 1896–1900. Dlouhodoběji byl členem Výtvarného odboru Umělecké besedy, se kterou vystavoval od roku 1895. Výstavy Krasoumné jednoty obesílal od roku 1896. Zlatá Praha postupně reprodukovala řadu jeho obrazů, např. Den umírá (1898), Na břehu Vltavy (1899), Tam na horách (1900), Luční pramen (1900), Lovčen v Černé Hoře (1907) a Václavice (1916). Některé obrazy byly publikovány i ve Volných směrech, např. Dřínovo brdo – poledne (1897), Když listí padá (1897), V létě (1998), Noční chmury (1898) a Vltavský motiv (1899).

## Dílo
Představitel českého plenérového realismu, který společně s Fr. Kavánem a Boh. Dvořákem věrně navazuje na odkaz J. Mařáka a Ant. Chittussiho. K. B. Mádl ve Volných směrech (1897) píše: „Holub prozrazuje tutéž školu, totéž nazírání jako Kaván. I v pracích jeho jest viděti neobmezená úcta k přírodě a oba dva mají něco tak příbuzného ve vidění, že by mohly bratry býti.“ K. M. Čapek-Chod (1896) dílo mladého Josefa Holuba charakterizuje takto: „Holubova krajina jest dílem moderní školy, která vyznamenává se tím, že nevyhledává malebných pohledů a za nejvyšší metu pokládá postřehnutí střízlivosti v impresi české krajiny, její skutečné reálnosti.“ Dle Fr. Kovárny (1940) „krajinářský lyrik a malíř ticha a pohody“.
Josef Holub již ve svých raných obrazech z doby studia u J. Mařáka Krajina s ovocným sadem (1890), Na vypuštěném rybníce (1891) a U rybníka (1891) prokazuje mimořádnou technickou zdatnost a vytříbený cit pro bohatou škálu zelených tónů. V obraze Slunce v lese (1890) pak rozehrává bohatší barevnou skladbu žlutí a okrů doplněnou o secesní fialovou v měkkých odstínech. V roce 1895 maluje společně s Fr. Kavánem a Boh. Dvořákem v Železných horách v okolí Třemošnice, mimo jiné i oceněný obraz Na hrázi. Dle datace obrazu Na Doubravce (1896, v majetku České přístavy a. s.) do tohoto kraje opětovně zajíždí malovat i v následujícím roce. Na první samostatné výstavě ve Slaném v roce 1897 představuje obrazy ze Železných hor blízké oběma druhům ze školních let (např. Ze Železných hor u Mladotic, Na Zlatém potoce, Podvečer u Třemošnice a Doubravka v podvečer) ale i z oblasti Kralup nad Vltavou (např. Přívoz u nás, Nálady na Vltavě a Jarní motiv). Výjimečnou ukázkou dobového symbolismu je obraz Víla ve veltruském parku (1898). V jeho malbě postupně získává na významu barevná skvrna, která však nikdy nenarušuje tradiční výstavbu obrazu, např. porovnání obrazů Slunce v lese (1890) a Odpočinek pod stromy (1905), či obrazů Z Veltruského parku (1898-1900) a Alej Z Veltruského parku (1922). Uvolněnější rukopis je však možno pozorovat spíše na obrazech středního formátu malovaných na kartonu. Mezi reprezentativní díla z dalších let patří např. obrazy Krajina u Poličky (1905), V lese (1907), V sadě (okolo roku 1905), Tichá voda (okolo roku 1910), Stromy nad Vltavou (1915), Vltava u Roztok (1916), Na Hrombabě (1918), Krajina s horou Říp (okolo roku 1920) a Lobeček u přívozu (1927).

### Zastoupení ve sbírkách
- Městské muzeum v Kralupech nad Vltavou, větší soubor prací
- Národní galerie v Praze, např. obrazy Lovčen v Černé Hoře (1896), Soumrak v bukovém lese (1900) a Rozkvetlá louka u Kralup (1906)
- Galerie středočeského kraje v Kutné Hoře, např. obrazy U Vltavy (1919) a Paseka (1926)
- Oblastní galerie v Liberci, např. obrazy Rybník (1897), Partie z Parku (1900) a Krajina s cestou (1929)
- Památník národního písemnictví, obraz Krajina u Kralup
- Městské muzeum a galerie v Poličce, obraz Krajina u Poličky

## Samostatné výstavy (výběr)
- 1897 – první samostatná výstava, Muzejní spolek ve Slaném, divadlo Občanské záložny, Slaný (75 obrazů)
- 1903 – Josef Holub, Řemeslnicko-čtenářská beseda kralupská, Kralupy nad Vltavou
- 1932 – Josef Holub, Spolek přátel střední školy v Kralupech, Kralupy nad Vltavou (70 obrazů)
- 1945 – Josef Holub: 75 let, Družina přátel umění Navrátil, Slaný (46 obrazů)
- 1955 – Jubilejní soubor Josefa Holuba, Galerie muzea Kralupy n. Vltavou (91 obrazů)
- 1956 – Josef Holub: Krajiny, Krajská galerie v Rychnově nad Kněžnou, Rychnov nad Kněžnou
- 1971 – Josef Holub: Obrazy z let 1896–1954, Středočeská galerie, Nelahozeves?
- 2019 – Přívětivé krajiny Josefa Holuba, Orlická galerie, Rychnov nad Kněžnou
- 2020 – Josef Holub (1870–1957), Městské muzeum v Kralupech nad Vltavou